# 周南京
周南京（1933年6月10日—2016年5月17日），中华人民共和国历史学家，印度尼西亚归国华侨。

## 生平
周南京祖籍福建省泉州市安溪县，1933年6月10日出生于荷屬東印度东爪哇省谏义里州古拉镇，为第四代华人。家庭以经营碾米厂为生。1948年5月，前往厦门集美学校读初中，1949年10月转校至泗水中华中学，1953年5月再次来到中国求学。1954年10月考入北京大学历史系。1958年毕业后留校任教。